# Сталино (Крым)
Сталино — исчезнувшее село в Сакском районе Республики Крым, включённое в состав Червонного, сейчас — юго-западная часть села.

## История
Впервые в исторических документах селение встречается в Списке населённых пунктов Крымской АССР по Всесоюзной переписи 17 декабря 1926 года, согласно которому в селе Сталино, Ново-Дмитриевского сельсовета Евпаторийского района, числилось 5 дворов, все крестьянские, население составляло 34 человека, из них 22 армянина, 8 греков и 4 русских, при этом на картах впервые обозначено на двухкилометровке РККА 1942 года. Постановлением Президиума КрымЦИКа «Об образовании новой административной территориальной сети Крымской АССР» от 26 января 1935 года был создан Сакский район и село включили в его состав.
В 1944 году, после освобождения Крыма от фашистов, согласно Постановлению ГКО № 5984сс от 2 июня 1944 года, 27 июня крымские болгары и армяне были депортированы в Среднюю Азию. 12 августа 1944 года было принято постановление № ГОКО-6372с «О переселении колхозников в районы Крыма», по которому в район из Курской и Тамбовской областей РСФСР в район переселялись 8100 колхозников, а в начале 1950-х годов последовала вторая волна переселенцев из различных областей Украины. С 25 июня 1946 года Сталино в составе Крымской области РСФСР, а 26 апреля 1954 года Крымская область была передана из состава РСФСР в состав УССР. К 1960 году Красный Посёлок был присоединён к селу Червонное, поскольку на эту дату селение в списках уже не значилось (согласно справочнику «Крымская область. Административно-территориальное деление на 1 января 1968 года» — в период с 1954 по 1968 год).